# ملعب سان كارلوس دي أبوكيوندو
ملعب سان كارلوس دي أبوكيوندو (باللاتينية: Estadio San Carlos de Apoquindo) هو ملعب كرة قدم متعدد الأغراض يقع في سانتياغو، تشيلي، يتسع لـ 20,249 متفرج. هو الملعب الرسمي لنادي ديبورتيفو يونيفرسيداد كاتوليكا.

## التاريخ
افتتح الملعب في 1988.